# Maia Chamberlain
Maia Chamberlain (5 de junio de 1998) es una deportista estadounidense que compite en esgrima, especialista en la modalidad de sable. En los Juegos Panamericanos de 2023 obtuvo una medalla de oro en la prueba por equipos, y plata en sable individual.

## Palmarés internacional
| Juegos Panamericanos | Juegos Panamericanos | Juegos Panamericanos | Juegos Panamericanos |
| Año                  | Lugar                | Medalla              | Prueba               |
| -------------------- | -------------------- | -------------------- | -------------------- |
| 2023                 | Santiago (Chile)     | Medalla de oro       | Sable por equipos    |